# Gemeindekanäle in Liechtenstein
In Liechtenstein betreibt jede Gemeinde im Ober- und Unterland einen eigenen TV-Gemeindekanal. Ziel der Gemeindekanäle ist es, die vorher oft vernachlässigten lokalen Themen der Bevölkerung zugänglich zu machen. Die Gemeindekanäle senden im Kabelnetz der Telecom Liechtenstein analog auf Sonderkanal S16 entsprechend der Bildträgerfrequenz 266,25 MHz, der Gemeindekanal Eschen sowie der Gemeindekanal Mauren im Kabelnetz der TV-COM AG auf Sonderkanal S4 und Kanal 7.

## Geschichte
Der erste Gemeindekanal ging 1992 in Form des Gemeindekanals Eschen-Mauren auf Sendung. Die Anschaffungskosten betrugen damals 85'000 CHF. Seit 1998 verfügt jeder Gemeindekanal über einen eigenen Teletext, der die Gemeinde über lokale Themen wie Veranstaltungen, Kirche und Schule informiert. Das Programm der Gemeindekanäle besteht aus Filmen, Gemeinderatssitzungen, Veranstaltungen und Texttafeln. Im Jahr 2003 begann der Gemeindekanal Triesen erstmals mit der Übertragung der sonntäglichen Gottesdienste. In Triesen hatte das Angebot guten Anklang gefunden, sodass 2004 und 2005 die Gemeindekanäle Vaduz und Balzers mit der wöchentlichen Ausstrahlung folgten. Die Investitionskredite für die Installation und Verkabelung betrugen je nach Gemeinde zwischen 25'000 und 35'000 CHF. Der Gemeindekanal Triesen ist ebenfalls der erste Gemeindekanal, der Gemeinderatsverhandlungen ausstrahlt. Die Live-Übertragung findet wie im Landeskanal mit Ton und einigen Standbildern statt.

## Balzers
Der Gemeindekanal Balzers ist ein liechtensteinischer TV-Kanal, der die Gemeinde Balzers über lokale Ereignisse informiert. Er wird von der 4400 Einwohner grossen Gemeinde betrieben und ist in Vaduz über den Kabelnetzbetreiber Lie-Comtel zu empfangen. Im Gemeindekanal Balzers werden Filme, Gemeinderatssitzungen, Veranstaltungen und Texttafeln ausgestrahlt. Der TV-Gemeindekanal verfügt auch über einen eigenen Teletext, der die Gemeinde über lokale Themen wie Veranstaltungen, Kirche und Schule informiert. Nachdem schon 2004 der Wunsch geäussert wurde, werden seit 2005 die sonntäglichen Gottesdienste live im Gemeindekanal ausgestrahlt. Die Übertragung aus der neuromanischen Pfarrkirche wird durch die Installation einer Fixkamera ermöglicht. Die Offerte hatte ergeben, dass sich die Kosten für die Übertragung auf 35'000 CHF belaufen würden. Beim vorliegenden Vorschlag handelte es sich um eine unabhängige separate Kabelanlage von der Pfarrkirche bis zum Gemeindekanal. Die Rohranlage war bereits vorhanden, es musste nur noch das Kabel eingezogen werden, welches von der Lie-Comtel geliefert und übernommen wurde. Der Gemeinderat hatte dem in der Gemeinderatssitzung vom 16. März 2005 in einem einstimmigen Beschluss zugestimmt.

## Eschen
Der Gemeindekanal Eschen ist ein liechtensteinischer TV-Kanal, der die Gemeinde Eschen mit Informationen im Bild- und Tonformat versorgt. Vor der Trennung durch die Medienkommission im Jahr 2000 bildete er mit der Gemeinde Mauren den Gemeindekanal Eschen-Mauren. Er wird von der 4000 Einwohner grossen Gemeinde betrieben und ist in Eschen über den Kabelnetzbetreiber TV-COM zu empfangen. Der Gemeindekanal Eschen strahlt Filme, Gemeinderatssitzungen, Veranstaltungen und Texttafeln aus. Der TV-Gemeindekanal verfügt sogar über einen eigenen Teletext, der die Gemeinde über lokale Themen wie Veranstaltungen, Kirche und Schule informiert. Am 5. März 2005 wurden erstmals von der Koordinationsstelle Alter und Gesundheit in Zusammenarbeit mit der Offenen Jugendarbeit Kurse für Senioren zur Bedienung des Teletextes unter dem Motto „Teletext im Gemeindekanal lesen“ angeboten.

## Gamprin
Der Gemeindekanal Gamprin ist ein liechtensteinischer TV-Kanal, der die Gemeinde Gamprin mit Informationen im Bild- und Tonformat versorgt. Er richtet sich an die Orte Gamprin und Bendern, welche zusammen eine Doppelgemeinde bilden. Der TV-Gemeindekanal wird von der 1547 Einwohner grossen Doppelgemeinde betrieben und ist in den Orten Gamprin und Bendern über den Kabelnetzbetreiber Lie-Comtel zu empfangen. Der Gemeindekanal Gamprin strahlt Filme, Gemeinderatssitzungen, Veranstaltungen und Texttafeln aus. Er verfügt auch über einen eigenen Teletext, der die Gemeinde über lokale Themen wie Veranstaltungen, Kirche und Schule informiert. Im Jahr 2004 rief der Gemeindekanal die Bevölkerung zu Optimierungs- und Verbesserungsvorschlägen bezüglich des öffentlichen Verkehrs in Gamprin auf. Die eingegangenen Vorschläge wurden bei der Gemeindeverwaltung eingereicht. Die Betreuung des Gemeindekanals wird vom Gemeindezentrum Gamprin übernommen. Die Ansprechpartner sind der Gemeindesekretär Siegfried Elkuch und die Verwaltungsassistentin Petra Jann.

## Mauren
Der Gemeindekanal Mauren ist ein liechtensteinischer TV-Kanal, der die Gemeinde Mauren mit Informationen im Bild- und Tonformat versorgt. Vor der Trennung durch die Medienkommission im Jahr 2000 bildete er mit der Gemeinde Eschen den Gemeindekanal Eschen-Mauren. Er wird von der 3600 Einwohner grossen Gemeinde betrieben und ist in Mauren über den Kabelnetzbetreiber TV-COM zu empfangen. Der Gemeindekanal Mauren strahlt Filme, Gemeinderatssitzungen, Veranstaltungen und Texttafeln aus. Die Texttafeln bestehen aus den Rubriken Veranstaltungen, Mitteilungen, Kirchliches, Kurse, Umwelt, Wetter und Geschichte. Sie werden täglich aktualisiert. Der TV-Gemeindekanal verfügt ebenfalls über einen eigenen Teletext, der die Gemeinde über lokale Themen informiert. So kann beispielsweise eine Liste aller Fach- und Projektgruppen oder eine Liste der Gemeinderatsmitglieder mit Adresse und Telefonnummer abgerufen werden. Es können aber auch Sitzungsprotokolle des Gemeinderates und Kundmachungen nachgelesen werden. Die Texttafeln und der Teletext werden auf der Internetseite der Gemeinde Mauren zur Verfügung gestellt. Der Gemeindekanal Mauren verfügt auch über eine täglich ausgestrahlte Nachrichtensendung. Sie nennt sich Maurer Tagesschau und wird seit der Aufteilung im Jahr 2000 produziert. Die Sprecherinnen sind Vera Oehri und Andrea Klein. Das Kamerateam besteht aus Gert Meier, David Meier und Guido Köppel.

## Planken
Der Gemeindekanal Planken ist ein liechtensteinischer TV-Kanal, der die Gemeinde Planken mit Informationen im Bild- und Tonformat versorgt. Er wird von der 360 Einwohner grossen Gemeinde betrieben und ist in Planken über den Kabelnetzbetreiber Lie-Comtel zu empfangen. Der Gemeindekanal Planken strahlt Filme, Gemeinderatssitzungen, Veranstaltungen und Texttafeln aus. Es haben auch Plankner Organisationen und Vereine die Möglichkeit, Veranstaltungshinweise für zwei Wochen im Rollbild aufzuschalten. Der TV-Gemeindekanal verfügt sogar über einen eigenen Teletext, der die Gemeinde über lokale Themen wie Veranstaltungen, Kirche und Schule informiert. Des Weiteren sind Adressen und Telefonnummern abrufbar.

## Ruggell
Der Gemeindekanal Ruggell ist ein liechtensteinischer TV-Kanal, der die nördlichste Gemeinde Liechtensteins Ruggell mit Informationen im Bild- und Tonformat versorgt. Er wird von der knapp 2000 Einwohner grossen Gemeinde betrieben und ist in Ruggell über den Kabelnetzbetreiber Lie-Comtel zu empfangen. Der Gemeindekanal Ruggell strahlt Filme, Gemeinderatssitzungen, Veranstaltungen und Texttafeln aus. Der TV-Gemeindekanal verfügt auch über einen eigenen Teletext, der die Gemeinde über lokale Themen wie Veranstaltungen, Kirche und Schule informiert. Am 17. Februar 2006 wurde erstmals der Film vom Race Across America 2003 „Marcel Knaus himself“ ausgestrahlt. Der liechtensteinische Radrennfahrer und 24-Stunden-Höhenmeter-Weltrekordler Marcel Knaus hatte bei seiner ersten Teilnahme den 4. Platz erreicht. Für die Leitung des Gemeindekanals Ruggell ist Nicole Banzer zuständig.

## Schaan
Der Gemeindekanal Schaan ist ein liechtensteinischer TV-Kanal, der die Gemeinde Schaan mit Informationen im Bild- und Tonformat versorgt. Er wird von der 5800 Einwohner grossen Gemeinde betrieben und ist in Schaan über den Kabelnetzbetreiber Lie-Comtel zu empfangen. Der Gemeindekanal Schaan strahlt Filme, Gemeinderatssitzungen, Veranstaltungen und Texttafeln aus. Der TV-Gemeindekanal verfügt ebenfalls über einen eigenen Teletext, der die Gemeinde über lokale Themen wie Veranstaltungen, Kirche und Schule informiert. So kann beispielsweise eine Liste aller Fachlehrer der Primarschule Schaan oder eine Liste der Pfarrer der katholischen Kirche mit Telefonnummer abgerufen werden. Es können aber auch Gemeindemitteilungen und amtliche Kundmachungen nachgelesen werden. Die Texttafeln und der Teletext werden auf der Internetseite der Gemeinde Schaan zur Verfügung gestellt.

## Schellenberg
Der Gemeindekanal Schellenberg ist ein liechtensteinischer TV-Kanal, der die Gemeinde Schellenberg mit Informationen im Bild- und Tonformat versorgt. Er wird von der 1000 Einwohner grossen Gemeinde betrieben und ist in Schellenberg über den Kabelnetzbetreiber Lie-Comtel zu empfangen. Der Gemeindekanal Schellenberg strahlt Filme, Gemeinderatssitzungen, Veranstaltungen und Texttafeln aus. Der TV-Gemeindekanal verfügt auch über einen eigenen Teletext, der die Gemeinde über lokale Themen wie Veranstaltungen, Kirche und Schule informiert. In der Gemeinderatssitzung vom 30. August 2006 kritisierte Gemeinderat Adrian Wohlwend die Aktualität, die während der Sommerpause vernachlässigt wurde. Der Gemeindekanal Schellenberg lehnte die Ausstrahlung des Filmes über Mobilfunkschäden „Die Glocken von Sankt Mamerta“ ab. Zu sehen waren Menschen mit Schlafproblemen, Depressionen und Konzentrationsschwierigkeiten. Sie alle wohnten neben einer Mobilfunkantenne. Landwirt Günther Wohlwend aus Mauren berichtete im Film wie es seiner Familie und seinem Vieh ergehe, seitdem unmittelbar neben seinem Bauernhof eine Mobilfunkantenne aufgebaut wurde. Die Kühe wurden schwach, er habe einen Schlaganfall erlitten und seine Frau sei an Krebs erkrankt.

## Triesen
Der Gemeindekanal Triesen ist ein liechtensteinischer TV-Kanal, der die Gemeinde Triesen mit Informationen im Bild- und Tonformat versorgt. Er wird von der 4600 Einwohner grossen Gemeinde betrieben und ist in Triesen über den Kabelnetzbetreiber Lie-Comtel zu empfangen. Der Gemeindekanal Triesen strahlt Filme, Gemeinderatssitzungen, Veranstaltungen und Texttafeln aus. Er ist der erste liechtensteinische TV-Kanal, der die sonntäglichen Gottesdienste live überträgt. Die Übertragung aus der Pfarrkirche St. Gallus wird durch die Installation einer Fixkamera ermöglicht. Der Gemeindekanal Triesen ist ebenfalls der erste Liechtensteiner TV-Kanal, der Gemeinderatsverhandlungen ausstrahlt. Die Live-Übertragung findet mit Ton und einigen Standbildern statt. Der TV-Gemeindekanal verfügt auch über einen eigenen Teletext, der die Gemeinde über lokale Themen wie Veranstaltungen, Kirche und Schule informiert. Es haben auch Triesner Organisationen und Vereine unter bestimmten Voraussetzungen die Möglichkeit, Veranstaltungshinweise für bis zu zwei Wochen im Rollbild des Gemeindekanals zu platzieren.

## Triesenberg
Der Gemeindekanal Triesenberg ist ein liechtensteinischer TV-Kanal, der die Gemeinde Triesenberg mit Informationen im Bild- und Tonformat versorgt. Er wird von der 2566 Einwohner grossen Gemeinde betrieben und ist in Triesenberg über den Kabelnetzbetreiber Lie-Comtel zu empfangen. Der Gemeindekanal Triesenberg strahlt Filme, Gemeinderatssitzungen, Veranstaltungen und Texttafeln aus. Die Texttafeln werden auf der Internetseite der Gemeinde Triesenberg zur Verfügung gestellt. Sie bestehen aus den Rubriken Kundmachungen, Gemeindeverwaltung, Kommission, Vereine, Veranstaltungen, Weiterbildung, Umwelt und Entsorgung. Die Texttafeln werden täglich aktualisiert. Der TV-Gemeindekanal verfügt sogar über einen eigenen Teletext, der die Gemeinde über lokale Themen wie Veranstaltungen, Kirche und Schule informiert. Es werden auch Adressen und Telefonnummern von Behörden weitergeleitet.

## Vaduz
Der Gemeindekanal Vaduz ist ein liechtensteinischer TV-Kanal, der die Gemeinde Vaduz mit Informationen im Bild- und Tonformat versorgt. Er wird von der 5000 Einwohner grossen Gemeinde betrieben und ist in Vaduz über den Kabelnetzbetreiber Lie-Comtel zu empfangen. Im Gemeindekanal Vaduz werden Filme, Gemeinderatssitzungen, Veranstaltungen und Texttafeln ausgestrahlt. Der TV-Gemeindekanal verfügt auch über einen eigenen Teletext, der die Gemeinde über lokale Themen wie Veranstaltungen, Kirche und Schule informiert. Im Wahlkampf 2003 strahlte der Gemeindekanal erneut den vom amtierenden Bürgermeister Karlheinz Ospelt initiierten Film „Vaduz – Residenz mit Herz“ aus. Dies wurde von der Freien Liste scharf kritisiert, da der Bürgermeister bei jedem wechselnden Bild zu sehen war. Seit Weihnachten 2004 werden auch die sonntäglichen Gottesdienste live übertragen. Die Übertragung aus der St. Florinskirche findet mit einer Fixkamera statt. 2004 hatte der Pfarrer Markus Kellenberger den Bürgermeister ersucht, auch in Vaduz die Bild- und Tonübertragung zu prüfen. Die Offerte der Radio TV Gassner AG ergab, dass die Kosten für die Installation und Verkabelung 25'000 CHF betragen würden. Die Genehmigung für den Investitionskredit wurde in der 26. Sitzung des Gemeinderates vom 14. September 2004 erteilt. Durch diese Investition konnte am 29. Oktober 2005 auch das Jubiläumskonzert des Kirchenchors live ausgestrahlt werden.